# Platea
A Platea (Platée) Jean-Philippe Rameau előjátékból és három felvonásból álló operája. Műjegyzékszáma RCT 53. Librettóját Jacques Autreau nyomán Adrien-Joseph Le Valois d’Orville írta. Az operát 1745-ben mutatták be Versailles-ban. Rameau később átdolgozta művét, és az új verzió 1749-ben került színpadra Párizsban.

## A mű keletkezésének története
A Platea Rameau első vígoperája, korabeli francia elnevezéssel comédie lyrique-je. A vígopera meglehetősen ritka a barokk korban, Rameau példája e tekintetben feltehetően Jean-Joseph Mouret Les amours de Ragonde című vígoperája 1742-ből , vagy Joseph Bodin de Boismortier 1743-as Don Quichotte chez la Duchesse című komikus operabalettje lehetett. A Platea avagy a féltékeny Junó című librettót eredetileg Jacques Autreau drámaíró–festő írta, akitől Rameau megvásárolta a szövegkönyv jogait. Ezt adta át az irodalmár Adrien-Joseph Le Valois d’Orville-nek, aki átdolgozta azt. A történet végső forrása természetesen a görög mitológia, illetve az ezt a témát is feldolgozó Pauszaniasz Periégétész Görögország leírása című műve volt. Az opera ősbemutatója 1745. március 31-én volt Versailles-ban.

## A mű szereplői
| Szerep                          | Hangnem                     |
| ------------------------------- | --------------------------- |
| Platea, nimfa                   | tenor                       |
| Jupiter, főisten                | basszbariton                |
| Momus, a gúny istene            | baritenor vagy basszbariton |
| Thespis, a komédia megteremtője | kontratenor                 |
| Thália, a vígjáték múzsája      | szoprán                     |
| La Folie, a Bolondság           | szoprán                     |
| Ámor, a szerelem istene         | szoprán                     |
| Kithéron, a hegyek istene       | basszbariton                |
| Merkúr, az istenek hírnöke      | kontratenor                 |
| Clarine                         | szoprán                     |
| Juno, Jupiter felesége          | szoprán                     |
| Najád                           | szoprán                     |

## A mű cselekménye

### Prológ
Thespis, a komédia feltalálója, egy átmulatott éjszaka után azt tervezi Momusszal és Tháliával, hogy megtréfálják a halandókat és az isteneket, többek között megleckéztetik Junó, állandó féltékenysége miatt. A megbeszélés végén befut Ámor is, és kijelenti, nélküle nem vihetik végre a tervüket.

### Első felvonás
Tomboló vihar közepette érkezik Merkúr, aki azt közli Kitheironnal, hogy mindez Juno féltékenysége miatt van. Kitheiron ekkor előadja az előjáték négy összeesküvőjének a tervét, a Platea és Jupiter közötti álházasság megrendezését. Platea, a mocsarak és békák nimfája meglehetősen csúnya, ám gyönyörűnek képzeli magát, és önteltségében azt hiszi, minden férfi beleszeret, aki csak ránéz. Kitheiron és Merkúr – elkezdve a tréfát – azt mondják neki, hogy Jupiter szerelmes lett bele. A főisten szívesen belemegy a játékba, mert ezzel is bosszanthatja Junót.

### Második felvonás
Jupiter elkezdi akcióját: előbb szamár, majd felhő (máshol bagoly) alakjában jelenik meg Platea előtt, végül – mennydörgés és villámlás kíséretében – valódi mivoltában is láthatóvá válik. Megparancsolja Momusnak és a Bolondságnak, hogy intézkedjenek „szerelme” szórakoztatásáról. Erről csecsemőknek és görög bölcselőknek öltözött szolgáik gondoskodnak, dicsőítve Plateát.

### Harmadik felvonás
Junó tudomást szerez Jupiter „kalandjáról”, és álruhát öltve megjelenik a pár színlelt esküvőjén. Az elfátyolozott Platea békák vontatta kocsin érkezik, az Ámornak öltözött Momus ormótlan íjjal és tegezzel szerelte fel magát. Mielőtt a szertartás végkifejletéhez, a „boldogító igen” kimondásához érkezne, Junó lerántja a Platea arcát eltakaró fátylat, és amikor meglátja a nimfa rút arcát, rájön, hogy csak tréfáról van szó. A vidám istenek visszatérnek az Olümposzra, a megszégyenült Platea pedig távozik birodalmába, a mocsárba.

## A mű színpadra állítása

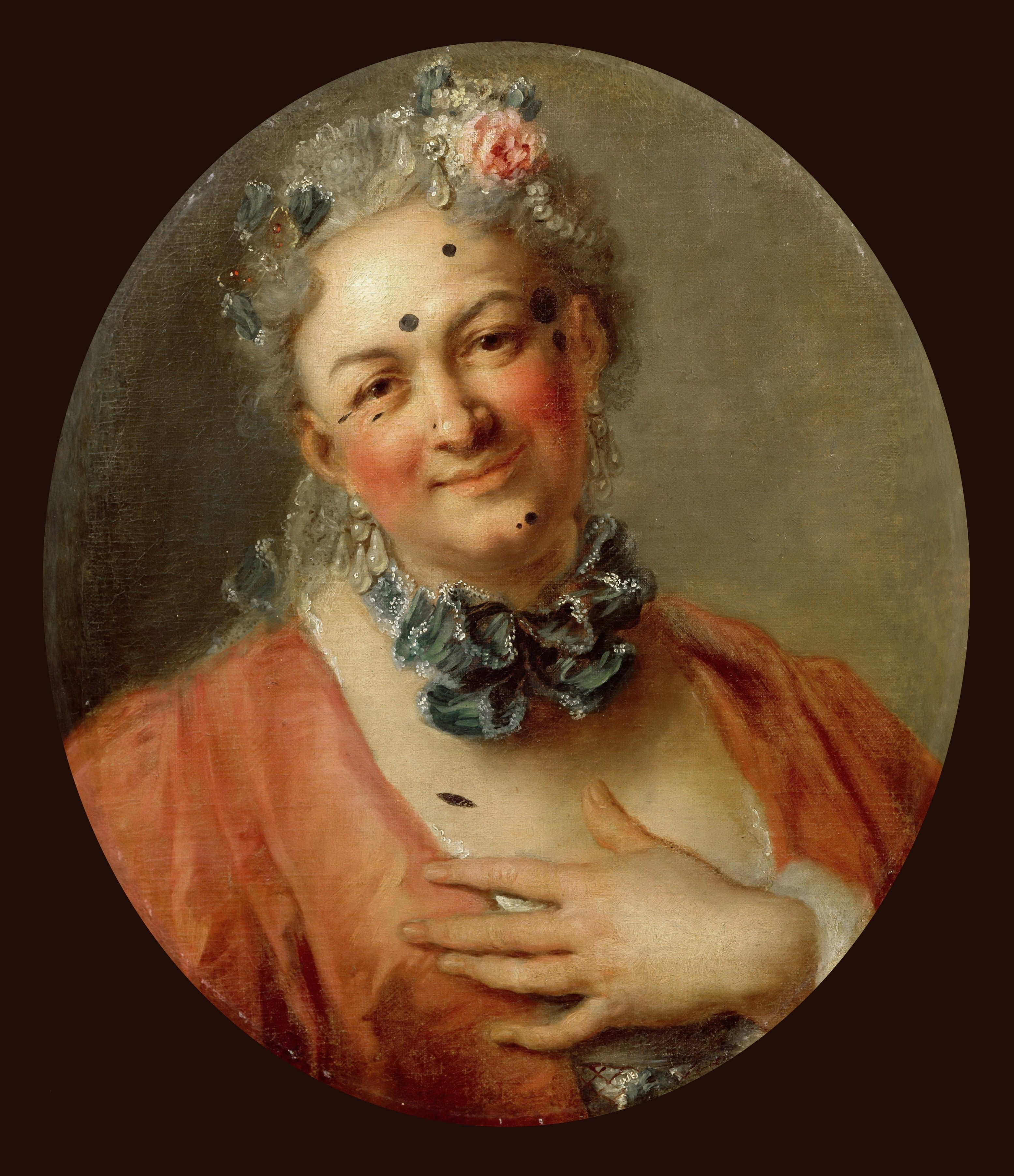
Pierre Jélyotte Platea szerepében (Charles-Antoine Coypel festménye, 1745)

A Platea premierje 1745. március 31-én volt a versailles-i kastélyszínházban. Platea szerepe tulajdonképpen szoknyaszerep, azaz Rameau férfi (haute-contre) számára írta; a bemutatón kora híres karakterszínésze, Pierre Jélyotte alakította. Az előadás meglehetősen furcsa és érdekes, talán kínos körülmények között zajlott le. Az operát ugyanis a trónörökös, XV. Lajos fia esküvője alkalmából mutatták be, aki a közismerten csúnya spanyol Mária Teréziát vette feleségül. Tapintatlanság vagy figyelmetlenség volt-e, nem tudni, de a hercegnő bizonyosan nem érezhette magát túl kellemesen. Sértődés azért mégsem lehetett az esetből, mert Rameau nem sokkal később királyi zeneszerzői címet kapott. Mindamellett megjegyzendő, hogy a történet bántó, gúnyos éle az operában egyáltalán nem olyan erőteljes, mint ahogy az a rövidített leírásban hat, a megszégyenített Platea története a nézőből akár együttérzést is kiválthat.
Rameau később némileg átdolgozta operáját, amit 1749. február 9-én a párizsi opera mutatott be, nagy sikerrel. A Platea ezután is többször színpadra került, 1750-ben, 1754-ben, majd Rameau életében utoljára 1759-ben. A 20. század 1901-ben fedezte fel ismét, ekkor Münchenben mutatták be németül, a francia nyelvű változatot pedig 1917-ben Monte-Carlóban.

## A mű zenéje
A Platea – A gáláns Indiák mellett – Rameau legnépszerűbb operája. Kedvelte a közönség, elismerték a kritikusok is – még Rameau nagy ellenfele, Jean-Jacques Rousseau is „isteni”-nek nevezte. Az opera a vígoperák fejlődésének fontos állomása, megnyitotta az utat a francia opera könnyedebb formái, az olaszos opera buffa felé. A Platea úgy is felfogható, mint a „komoly” operák paródiája, amiben Rameau a Lully-féle operák nyelvezetének és zenéjének modorosságát, mesterkéltségét, túlzásait gúnyolja ki. Erre utal az is, hogy a békákat, kakukkokat mulatságos zenei effektusokkal jellemzi, vagy amikor Jupiter szamár alakjában jelenik meg Platea előtt, a zenekar valóságos rikácsolásba kezd. A csecsemők és a filozófusok szerepeltetése már-már burleszk hatású. Ugyancsak víg komédiába fordul a zene az esküvői jelenetben, miközben az Ámor-álruhás Momus megnyilvánulásait furcsa glisszandók kísérik, az ünneplők pedig éles kontrasztként előkelő chaconne-t táncolnak. A szatirikus elemek mellett azonban igazi gyönyörű részletek, fülbemászó dallamok, szép együttesek teszik szórakoztatóvá, szerethetővé az operát.

## Az opera szerkezete, zeneszámok
| Előjáték - Nyitány - 1. kép - Charmant Bacchus, dieu de la liberté - 2. kép - 3. kép - Formons un spectacle nouveau - Air pantomime, Rigaudons - Contredanse Chantons Bacchus, chantons Momus Első felvonás - 1. kép - 2. kép - 3. kép - 4. kép - Dis donc, dis donc pourquoi - 5. kép - Quittez, Nymphes, vos demeures profondes - 6. kép - Passepieds - Soleil, fuis de ces lieux - Tambourins - Nymphes, les Aquilons… | Második felvonás - 1. kép - 2. kép - 3. kép - 4. kép - Symphonie extraordinaire - Air pour les fous gais et tristes - Formons les plus brillants concerts - Honneur, honneur à la Folie - Aimables jeux, suivez mes pas - Menuets en goût de vièle, et airs - Je veux finir par un coup de génie Harmadik felvonás - 1. kép - 2. kép - 3. kép - Chaconne - Le tout puissant amour, ayant affaire ailleurs - Eh, Fy, votre espérance - Amour, Amour - 4. kép - Entrée - Musette. Passepieds - Tambourins - Chantez Platée, égayez-vous - Voici l’instant de terminer la feinte - Zárókép |

## Hangfelvételek
- Szereplők: Gilles Ragon, Jennifer Smith, Guy de Mey, Véronique Gens, Bernard Deletré. Közreműködik: Les Musiciens du Louvre, vezényel: Marc Minkowski. Kiadó: Erato, 1990. 2 CD.
- Platée – Paul Agnew, La Folie – Mireille Delunsch, Thepsis/Mercure – Yann Beuron, Jupiter – Vincent le Texier, Junon – Doris Lamprecht, Cithéron – Laurent Naouri, L'Amour/Clarine – Valérie Gabail, Momus – Franck Leguerinel. Közreműködik: Orchestra and Chorus of Les Musiciens du Louvre, vezényel: Marc Minkowski, koreográfus: Laura Scozzi. Kiadó: Kultur Video, 2004. DVD.

## Fordítás
- Ez a szócikk részben vagy egészben  a   Platée című angol Wikipédia-szócikk ezen változatának fordításán alapul.  Az eredeti cikk szerkesztőit annak laptörténete sorolja fel. Ez a jelzés csupán a megfogalmazás eredetét és a szerzői jogokat jelzi, nem szolgál a cikkben szereplő információk forrásmegjelöléseként.
- Ez a szócikk részben vagy egészben  a   Platée című francia Wikipédia-szócikk ezen változatának fordításán alapul.  Az eredeti cikk szerkesztőit annak laptörténete sorolja fel. Ez a jelzés csupán a megfogalmazás eredetét és a szerzői jogokat jelzi, nem szolgál a cikkben szereplő információk forrásmegjelöléseként.